# 八戸弁
八戸弁（はちのへべん）は、青森県八戸市とその周辺で話される日本語の方言。東北方言の南部弁に含まれる。

## 代表的な助詞・助動詞
代表的な助詞、助動詞を下に掲げる。
～すけ、～すけぇ
この語は南部弁圏で使用される。「～から」(理由)という意味である。この語のルーツは関西地方で用いられる「～さかい」という語が変化したものであるとされている。
例1)
「わぁ、今から映画さ行ぐすけ」
（俺、今から映画見に行くからね）
例2)
「9時だすけ出るべ」
（9時になったから出発しよう）
～だじゃ、～じゃ
これは、津軽・下北・南部で共通に使用されるもので「～だ」という意味である。肯定文や命令するときにも用いられる。より強い口調で表現する場合は「～だじゃ」なども使用される。
例1)肯定
「暇だじゃ。散歩さ行って来るじゃ」
（暇だなぁ。散歩に行って来るよ）
例2)命令の場合
「静かにしろじゃ」
（静かにしろよ）
例3)否定(強い口調)
「わがねじゃ！」
（ダメだ！）
例4)命令の場合(強い口調)
「いい加減にしろじゃ！」
（いい加減にしろよ！）
～たっきゃ、～だっきゃ
これも、津軽・下北・南部で共通に使用されるもので「～でしょ」という意味である。
例1)
「さっき言ったっきゃな」
（さっき言ったでしょ）
～たっけ、～たっけぁ、～たっきゃ
「～したら」という意味である。
例1)
「朝起きたっきゃ、喉痛ぇじゃ」
(朝起きたら、喉が痛いよ）
～ごった
「～だと思う」という推測の意味である。
例1)
「よなが、雨降るごった」
（夜中、雨が降ると思う）
～たって
「～けれども」「～といっても」という意味である。
例1)
「買い物さ行ぐったって、はぁ時間ねぇべな」
(買い物に行くといっても、もう時間ないじゃん)
～べ
東北地方・北関東を中心に広い範囲で使用される助動詞である。勧誘と疑問に用いられる。
例1)勧誘文
「早く行ぐべ」
（早く行こう）
例2)疑問文
「あれどごさ行ったべな」
（あいつどこに行ったかな）
～さ
東北地方を中心に広い範囲で使用される。「～に、～へ」と同様である。
例1)
「猫さ、まんまけでやれ」
(猫に、エサをあげてやれ)
例2)
「コンビニさ行ってくるじゃ」
(コンビニへ行ってくるね)
～ば
津軽・下北・南部で共通に使用されるもので、「～を」と同様である。
例1)
「荷物ばこっちゃ持ってこぉ」
(荷物をこちらへ持って来て)
～さる、～さんない
「書かさる」・「寝らさる」・「押ささる」・「録音ささる」等のように用いる。共通語に直訳した場合「～できる」となるが、厳密には、生物以外の物に対する使役動詞の可能形と、一般の可能形の中間の性質を持つ助動詞である。否定の場合は「～さらない」若しくは「～さんない」となる。仮に、「このペンは書かさらない」という文を共通語に訳した場合「このペンは書けない」となる。しかしそれでは、ペンが書けない理由はペンを使う側にあるのか、それともペンそのものにあるのかが判らない。そこでこの方言を用い「このペンは書かさらない」と表記した場合には、ペンそのものに原因があり(例えばインク詰り等)、書くことが不可能だという意味になる。このようにこの助動詞によって、共通語では表現できないことを判りやすく表現することができる。
この語は津軽・南部・下北、および北海道などでも広く使われている。
例1)
「FAX送らさんねーじゃ」
((FAX本体側に問題があり)FAXを送れないよ)
例2)
「壁に寄っかかったらスイッチ押ささった」
(壁に寄りかかったら(自分の意思に反して偶然的に)スイッチが押されてしまった(スイッチを押してしまった))